# Nationale Antiherverkiezingspartij
De Nationale Antiherverkiezingspartij (Spaans: Partido Nacional Antirreeleccionista, PNA) was een Mexicaanse politieke partij.
De partij werd opgericht in 1909 door Francisco I. Madero. Madero wilde het in de verkiezingen van 1910 opnemen tegen Porfirio Díaz, die al sinds 1876 president was. De slogan van de PNA was sufragio efectivo, no reelección ("effectief stemrecht, geen herverkiezing"), ironisch genoeg dezelfde slogan die Díaz meer dan dertig jaar eerder gebruikt had. Belangrijkste speerpunten van de PNA waren het herstel van de democratie in Mexico, decentralisatie en een verbod op herverkiezing. De PNA poneerde Madero als presidentskandidaat en Francisco Vázquez Gómez als vicepresidentskandidaat.
Díaz deed er alles aan om Madero en de PNA het campagnevoeren onmogelijk te maken, en kort voor de verkiezingen werd Madero gearresteerd. Bij de officiële uitslag haalde hij slechts een paar honderd stemmen, maar het was duidelijk dat er op grote schaal gefraudeerd was. Madero wist te ontvluchten, en stelde het Plan van San Luis Potosí op, waarmee op 20 november 1910 de Mexicaanse Revolutie begon. In 1911 moest Díaz aftreden. Er werden nieuwe verkiezingen uitgeschreven die gewonnen werden door Madero. Desalniettemin had een deel van de PNA zich afgekeerd van Madero uit onvrede met Madero's keus voor José María Pino Suárez als vicepresident, waardoor Madero de Vooruitstrevende Constitutionalistische Partij (PCP) oprichtte. De PNA werd wel de grootste partij in het Congres van de Unie. Madero's presidentschap duurde slechts achttien maanden, voordat hij in 1913 werd omvergeworpen en gedood door Victoriano Huerta.
In de jaren 20 werd de PNA heropgericht, met grotendeels dezelfde standpunten. De PNA bekritiseerde het weinig democratische karakter van het postrevolutionaire Mexico, en probeerde de liberaal-democratische idealen alsnog werkelijkheid te laten worden. In 1928 stelde de PNA Arnulfo R. Gómez als presidentskandidaat, doch deze werd nog voor de verkiezingen vermoord. In 1929 ging de PNA de presidentsverkiezingen in met de bekende filosoof José Vasconcelos als kandidaat. Vasconcelos verloor de verkiezingen aan Pascual Ortiz Rubio van de Nationaal Revolutionaire Partij (PNR), hoewel er vermoedens waren dat er verkiezingsfraude in het spel was geweest. Aanhangers van de PNA werden vervolgd, en Vasconcelos ontvluchtte het land, waarna de partij geleidelijk verdween.

## Presidentskandidaten
- 1910: Francisco I. Madero
- 1911: Francisco I. Madero
- 1928: Arnulfo R. Gómez
- 1929: José Vasconcelos
- 1934: Antonio I. Villarreal
- 1940: Juan Andrew Almazán

PAN · PRI · PVEM · PT · MC · Morena